# A Child Is Born (chanson)
Pour les articles homonymes, voir A Child Is Born.
A Child Is Born est un standard de jazz. Initialement composé comme un morceau instrumental par le trompettiste de jazz Thad Jones en 1969, il se voit ensuite adjoindre des paroles écrites par Alec Wilder.

## Paroles
| Texte original | Traduction française |
| --- | --- |
| A Child Is Born Now, out of the night New as the dawn Into the light This Child Innocent Child Soft as a fawn This Child is born One small heart One pair of eyes One work of art Here in my arms Here he lies Trusting and warm Blessed this morn A Child Is Born | Un enfant est né Issu de la nuit Jeune comme l'aube Vers la lumière Cet enfant Innocent enfant Doux comme un faon Cet en fant est né Un petit cœur Une paire d'yeux Un chef-d'œuvre Blotti dans mes bras Blotti contre moi Confiant et chaud Ce matin béni Un enfant est né |

## Reprises
Ce standard a été repris par de nombreux artistes, que ce soit en version instrumentale ou avec les paroles, notamment par Tony Bennett, Stanley Turrentine, Bill Evans, Oscar Peterson, Michel Graillier, Richard Davis, Kenny Burrell, Dee Dee Bridgewater, Hank Jones, Helen Merrill et The Real Group.

## Style
A Child Is Born est structuré par une forme AABA de 32 mesures en 3/4. Cependant, dans les interprétations solo, les musiciens de jazz « omettent généralement les deux dernières mesures », transformant ainsi la structure du morceau en une « forme solo de 30 mesures ». 
L'original a été enregistré en si bémol majeur. Il comporte une introduction lente et longue au piano, d'une durée de plus d'une minute. Bob Yurochko, dans son livre A Short History of Jazz, le qualifie de "belle ballade" du jazz traditionnel.